# Nippononethes nishikawai
Nippononethes nishikawai là một loài chân đều trong họ Trichoniscidae. Loài này được Nunomura miêu tả khoa học năm 1990.